# Leľa
Leľa (in ungherese Leléd) è un comune della Slovacchia facente parte del distretto di Nové Zámky, nella regione di Nitra.